# Patagonienpipare
Patagonienpipare (Anarhynchus falklandicus) är en fågel i familjen pipare inom ordningen vadarfåglar.

## Utseende
Patagonien piparen är en distinkt och rätt knubbig pipare. I häckningsdräkt har den bjärt roströd hjässa, dubbla bröstband (dock ej fullständigt på Falklandsöarna). Utanför häckningstid är den mer dämpad i färgerna, men har fortfarande två tydliga bruna bröstband.

## Utbredning och systematik
Arten häckar i södra Chile, Argentina och i Falklandsöarna. Vintertid rör den sig norrut till södra Brasilien. Den behandlas som monotypisk, det vill säga att den inte delas in i några underarter.

### Släktestillgörighet
Patagonienpiparen placeras traditionellt, liksom de flesta pipare, i det stora släktet Charadrius. Flera genetiska studier har dock visat att arterna i släktet inte är varandras närmaste släktingar. Istället är en stor grupp strandpipare, däribland patagonienpipare, närmare släkt med vipor i Vanellus och andra udda pipare som australiska inlandspiparen (Peltohyas australis) och arten snednäbb i Nya Zeeland (Anarhynchus frontalis) än med typarten för släktet större strandpipare.  Tongivande Clements m.fl. implementerade 2023 dessa resultat i sin systematik, vilket medfört att denna grupp lyfts ur Charadrius och istället förenats med snednäbben i släktet Anarhynchus. Inom gruppen står patagonienpiparen närmast punastrandpiparen, på lite längre avstånd artparet tjocknäbbad strandpipare och svartkronad strandpipare. 

## Levnadssätt
Patagonienpiparen hittas utmed både grusiga och steniga kuster, på sandstränder, på fuktig savann och i kortvuxet gräs med inslag av sand eller grus nära rinnande vattendrag eller dammar. Utanför häckningstid hittas den även på tidvattensslätter. Den är mestadels kustlevande, men häckar upp till 1200 meters höjd i förberg till Anderna. Den ses enstaka eller i smågrupper, ibland tillsammans med andra vadare som övervintrande gulbröstad snäppa och vitgumpsnäppa.

## Status
Arten har ett stort utbredningsområde och beståndet anses stabilt. Internationella naturvårdsunionen IUCN listar den därför som livskraftig (LC).